# Recuerda mi nombre
Recuerda Mi Nombre (inglés: Remmember My Name) es una película de suspenso dramática cómica oscura estadounidense de 1978 escrita y dirigida por Alan Rudolph. Está protagonizada por Geraldine Chaplin, Anthony Perkins, Moses Gunn, Jeff Goldblum y Berry Berenson.
Geraldine Chaplin recibió numerosos reconocimientos por su actuación y ganó lo prix de mejor atriz en el Festival de Cine de París, también Alan Rudolph fue nominado por mejor film en el Festival Internacional de Cine de Chicago.

## Sinopsis
Neil Curry (Perkins) vive una vida feliz con su segunda esposa Barbara (Berenson) en California después de abandonar a su primera esposa Emily (Chaplin) en Nueva York. Su vida de felicidad doméstica se ve interrumpida cuando Emily regresa de prisión, donde había cumplido una sentencia de 12 años por asesinar al ex amante de Neil. Llega a California para causar estragos y recuperar a Neil.

## Reparto
- Geraldine Chaplin como Emily
- Anthony Perkins como Neil Curry
- Moisés Gunn como Pike
- Berry Berenson como Barbara Curry
- Jeff Goldblum como el Sr.Nudd
- Timothy Thomerson como Jeff
- Alfre Woodard como Rita
- Marilyn Coleman como Teresa
- Jeffrey S. Perry como Harry
- Alan Autry como Rusty (como Carlos Brown)
- Dennis Franz como Franks

## Producción
Rudolph describió la película como "una actualización de los melodramas clásicos de mujeres de la era de Bette Davis , Barbara Stanwyck y Joan Crawford".

## Banda sonora
La banda sonora de la película estaba compuesta por canciones escritas para la película y grabaciones originales de la cantante y compositora Alberta Hunter , una veterana de la escena de los clubes nocturnos de las décadas de 1920 y 1930 y de Broadway que apareció en los musicales Shuffle Along y Show Boat con el elenco de Londres. Hunter, de 82 años, se encontraba en medio de un resurgimiento musical cuando se estrenó la película, después de haber dejado el mundo del espectáculo durante 20 años después de la muerte de su madre para convertirse en enfermera.

## Recepción
En el sitio web del agregador de reseñas Rotten Tomatoes, la película tiene un índice de aprobación del 70% según 10 reseñas.
El San Francisco Chronicle le dio a la película 4 de 5 estrellas, elogió a Perkins y describió la actuación de Chaplin como "extraordinaria" y que ella "adopta un patrón de habla único como Emily. Dice todo como si lo hubiera ensayado y ahora lo deja escapar". "Lo que espera sea aceptado como una réplica razonable de un discurso informal. Los modales de Emily sólo pierden su cualidad furtiva y esquiva cuando siente que tiene el control o cuando se enfurece". La reseña también elogia cómo Rudolph "adorna su película con humor sardónico" y el "toque cómicamente macabro" de las noticias televisivas en el contexto de catástrofes como el terremoto que mató a un millón de personas en Budapest.
El Washington Post describió la película como un "cine negro neurótico" que también es una "historia apasionante de frustración sexual". El crítico también quedó impresionado con la actuación de Chaplin: "Chaplin es espeluznante, incluso más espeluznante que Perkins, en esta compleja interpretación de una mujer que se está adaptando dolorosamente a la libertad". Jack Kroll de Newsweek elogió la dirección de Rudolph: "tiene un ojo real para la paradoja visual, la forma elegante e incluso hermosa en la que a veces funciona este salvajismo". La reseña elogió a Perkins como un "especialista en interpretar al 'buen tipo' cuya sonrisa y sudor sugieren algo no tan agradable en el fondo". Kroll también elogió a Chaplin, diciendo que su actuación "crea algo nuevo en el panteón moderno de bichos raros. Es escalofriante en su capacidad de ser a la vez culpable e inocente, víctima y depredadora, catatónica e impulsada por sentimientos tan profundos que hacen sangrar".